# شهرداری مویکوواس
شهرداری مویکوواس (به لاتین: Mojkovac Municipality) یک منطقهٔ مسکونی در مونته‌نگرو است که در مونته‌نگرو واقع شده‌است. شهرداری مویکوواس ۳۶۷ کیلومتر مربع مساحت دارد.